# One Nite Alone... Live!
One Nite Alone... Live! è un box set di album live del cantante e musicista statunitense Prince con i The New Power Generation, pubblicato nel 2002 dalla NPG Records. I cd furono registrati durante il piccolo tour One Nite Alone.
Il box set è inciso come fosse un unico live show. I primi due cd contengono la parte principale del live, mentre il terzo l'aftershow. Prince è accompagnato dalla sua band dei New Power Generation e dai sassofonisti Maceo Parker e Candy Dulfer.

## Tracce
Disco 1: Main act, part 1
1. Rainbow Children – 11:46
2. Muse 2 the Pharaoh – 4:49
3. Xenophobia – 12:40
4. Extraordinary – 5:02
5. Mellow – 4:30
6. 1+1+1 Is 3 – 6:05
7. Other Side of the Pillow – 4:46
8. Strange Relationship – 4:13
9. When U Were Mine – 3:47
10. Avalanche – 6:04

Disco 2: Main act, part 2 (Piano session)
1. Family Name – 7:17
2. Take Me with U – 2:54
3. Raspberry Beret – 3:26
4. Everlasting Now – 7:41
5. One Nite Alone... – 1:12
6. Adore – 5:33
7. I Wanna Be Your Lover – 1:22
8. Do Me, Baby – 1:56
9. Condition of the Heart (Interlude) – 0:39
10. Diamonds and Pearls – 0:41
11. Beautiful Ones – 2:10
12. Nothing Compares 2 U – 3:48
13. Free – 1:06
14. Starfish and Coffee – 1:07
15. Sometimes It Snows in April – 2:41
16. How Come U Don't Call Me Anymore? – 5:07
17. Anna Stesia – 13:12

Disco 3: Aftershow party and jam session
1. Joy In Repetition – 10:56
2. We Do This – 4:42
3. Medley: Just Friends (Sunny)/If You Want Me to Stay – 4:26
4. 2 Nigs United 4 West Compton – 6:15
5. Alphabet St. – 2:55
6. Peach [Xtended Jam] – 11:19
7. Dorothy Parker – 6:17
8. Girls & Boys – 6:59
9. Everlasting Now (Vamp) – 1:49